# Милан Узелац (политичар)
Милан Узелац (Бихаћ, 28. август 1932 — Лондон, 6. јул 2005) био је друштвено-политички радник Социјалистичке Републике Босне и Херцеговине.

## Биографија
Рођен је 28. августа 1932. у Бихаћу. Завршио је Филозофски факултет у Сарајеву.
Био је председник Централног комитета Народног омладине Босне и Херцеговине од 1956. до 1963, републички секретар за образовање и културу БиХ од 1963. до 1967, председник Републичке заједнице образовања БиХ, посланик Већа народа Савезне скупштине од 1969. године и остало.
Од Трећег конгреса СК Босне и Херцеговине, 1959. биран је за члана Централног комитета Савеза комунста Босне и Херцеговине. Председник Председништва ЦК СК Босне и Херцеговине био је од 21. маја 1986. до 8. јула 1988. године.
Умро је 6. јула 2005. у Лондону, а сахрањен је у Сарајеву.